# Tongkhor Trulku Lobsang Jangchub
Tongkhor Trulku Lobsang Jangchub (Amdo, Tibet, 1921-1983, Kalimpong, Inde) est un tulkou et député tibétain. 

## Biographie

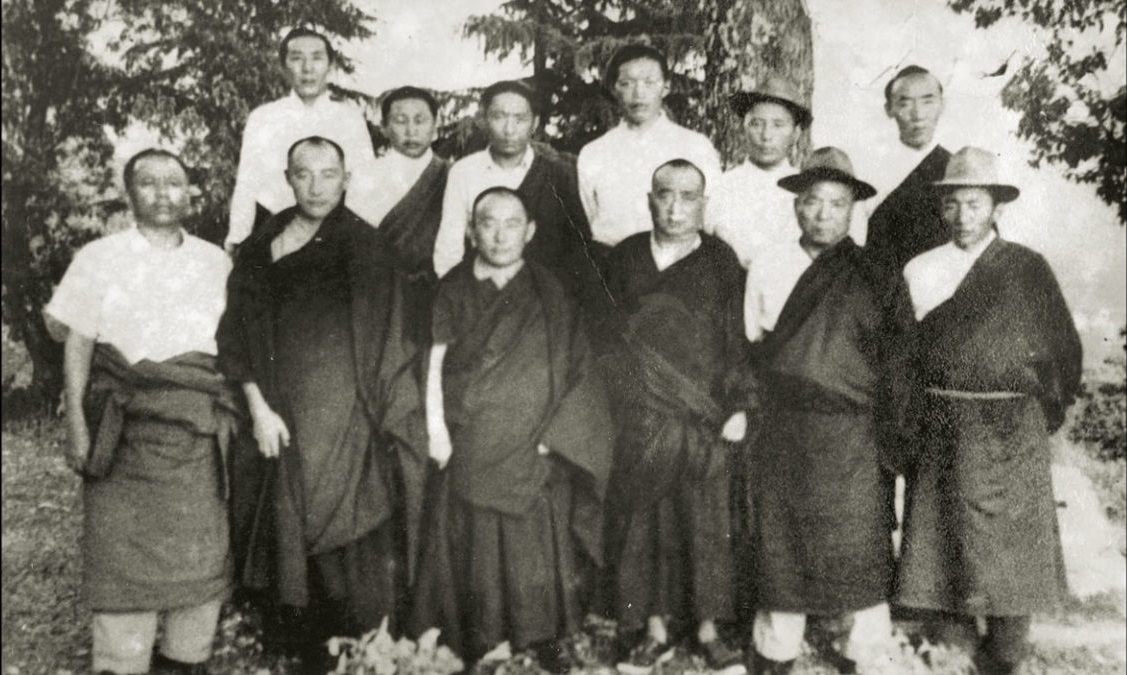
Les membres de la 1re Assemblée tibétaine. Rangée avant, de gauche à droite : Tsering Gonpo, Atro Rinpoché Karma Shenphen Choekyi Dawa, Tongkor Trulku Lobsang Jangchup, Lobsang Namgyal, Dorjee Pelsang, Tsultrim. Rangée arrière, de gauche à droite : Lobsang Nyendak, Tsewang Tamdin, Tsering Wangdue, Rinchen Tsering, Kalsang Damdul, Wangdu Dorje

Lobzang Jangchub Tendzin Gyatso, le 13e Tongkhor est né en 1921 à Chubzang, à Pari dans l'Amdo. Son père s'appelle Samdrub Tsering et sa mère Ama Kyimo Kar.
Enfant, il est reconnu comme réincarnation du 12e Tongkhor, de la lignée Amdo Tongkhor. À l'âge de 7 ans, il est invité à Tongkhor Ganden Chokhor Ling, où il reçoit ses vœux laïcs et novices du 3e Chesho, Lobzang Jangchub Tenpai Dronme, le 77e abbé du monastère de Kumbum.
Il s'inscrit au collège monastique de Kumbum où il étudie les cinq sujets standard du programme monastique geluk. En 1943, à l'âge de 23 ans, il est intronisé abbé de Kumbum, lors d'une cérémonie dirigée l'année suivante par le 10e panchen-lama, Choekyi Gyaltsen.
En 1944, il participe à l'intronisation 10e panchen-lama, Choekyi Gyaltsen et devient son enseignant pendant cinq ans à partir de 1953.
Il restaure le temple Kālacakra à Chorten Tang dans les années 1950, et il aurait initialement soutenu le parti communiste chinois ; En 1956, il entreprend une tournée des réalisations communistes parrainée par le gouvernement chinois, se rendant à Pékin, en Mongolie intérieure et à Tung-pin. Cependant, l'année suivante, à l'âge de 37 ans, il se rend en Inde en pèlerinage, et s'installe à Kalimpong pour enseigner.
Il est élu député représentant l'Amdo de 3 Assemblées du parlement tibétain en exil consécutives, depuis la première jusqu'à la troisième (1960-1964, 1964-1966 et 1966-1969). 
Il est décédé en 1983 à Kalimpong.